# シャルル・レアンドル

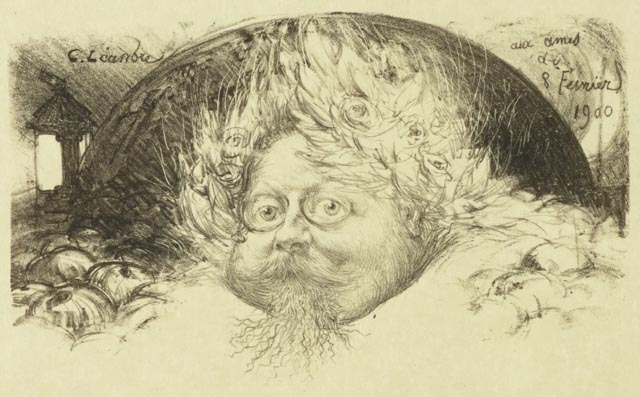
自画像

シャルル＝リュシアン・レアンドル（Charles Lucien Léandre、1862年7月22日 - 1934年5月24日）はフランスの画家、イラストレータ（風刺画家）、彫刻家である。

## 略歴
ノルマンディーのオルヌ県のChampsecretで生まれた。父親は1868年に没するまで市長を務めていた。16歳の時、画家、版画家のエミール・ビンに出会い、ビンから2年間、美術の教育を受けた。その間、最初の風刺画を描いた。
1880年に友人のエリオ（Maurice Eliot）とパリの国立高等美術学院に入学し、アドルフ・イヴォンやアレクサンドル・カバネルのクラスで学んだ。1882年にパリの学校で美術講師となり1897年まで教師も勤めた。教職のかたわら、サロン・ド・パリへの出展を続け、1888年には入選し、1891年に2位を受賞した。1889年のパリ万国博覧会の展覧会で銅賞を受賞した。
挿絵・風刺画の分野では、「Le Chat noir」、「La Vie moderne」、「フィガロ」、「Le Rire」、「グラン・ギニョール」といった雑誌、新聞に挿絵、戯画が掲載された。1904年に「漫画家協会」（Société des peintres humoristes）を レオネット・カッピエロ、アベル・フェーブル、フランシスク・プールボ、ジャン＝ルイ・フォラン、ジョルジュ・グルサ、ジュール・シェレらと設立した。
1921年にフランス芸術家協会の版画部門の名誉メダルを受賞した。1925年にレジオンドヌール勲章（オフィシエ）を受勲した。パリで没した。

## 作品

### 挿絵・イラストレーション

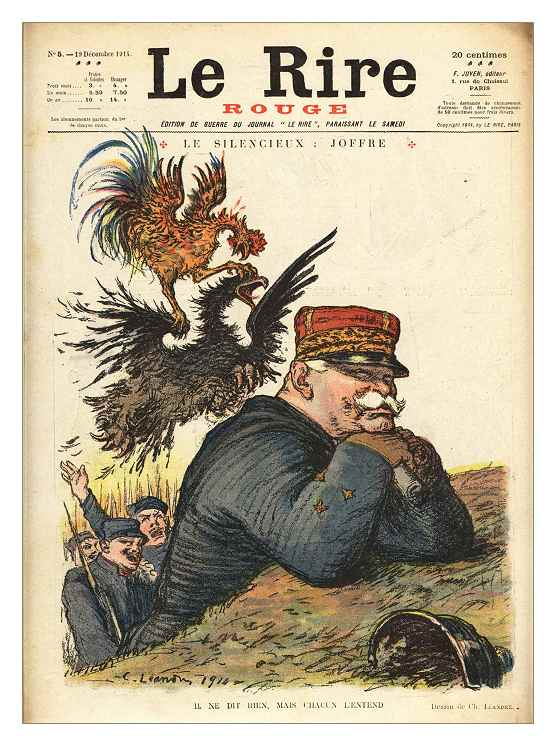
風刺雑誌「Le Rire」の表紙絵
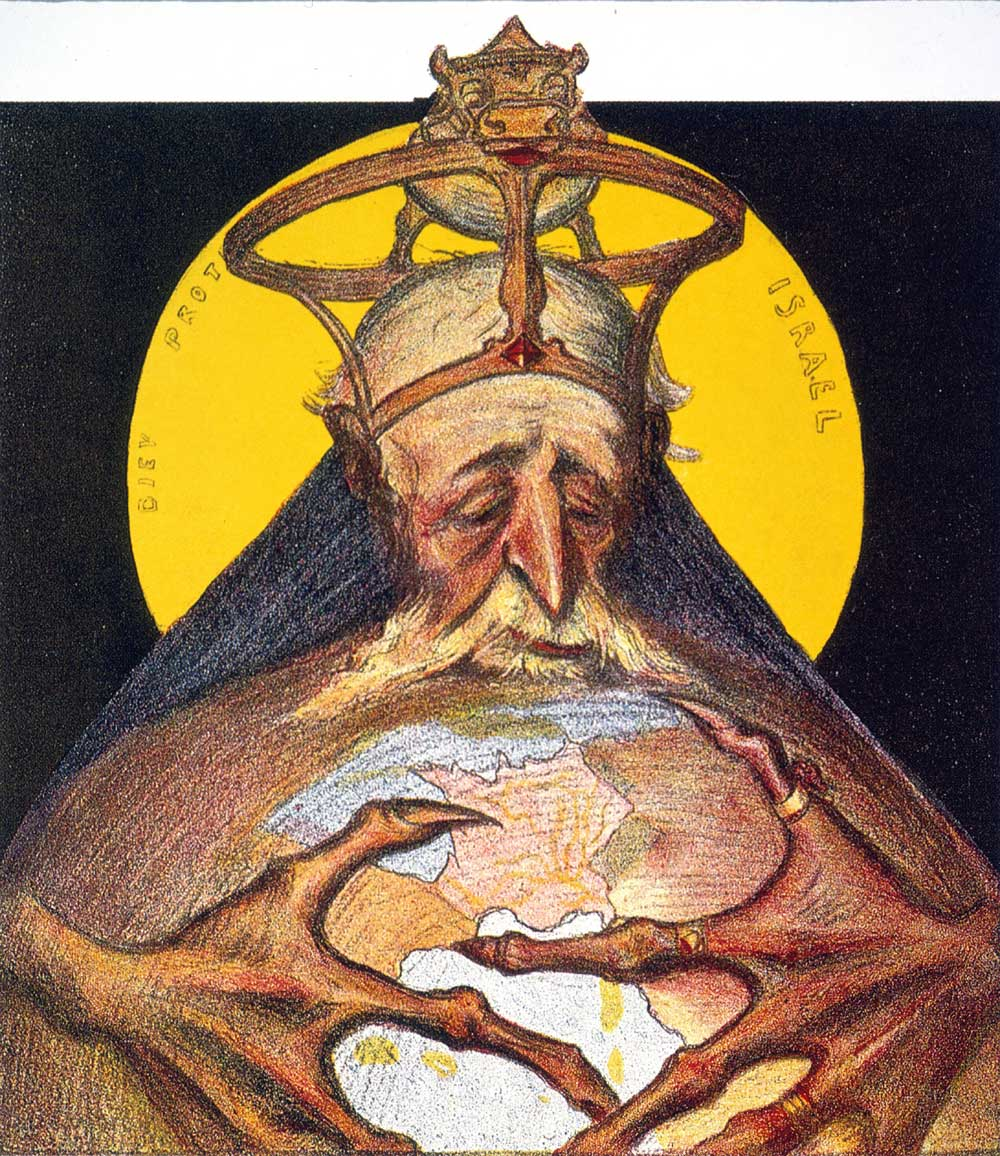
ロスチャイルド家の風刺
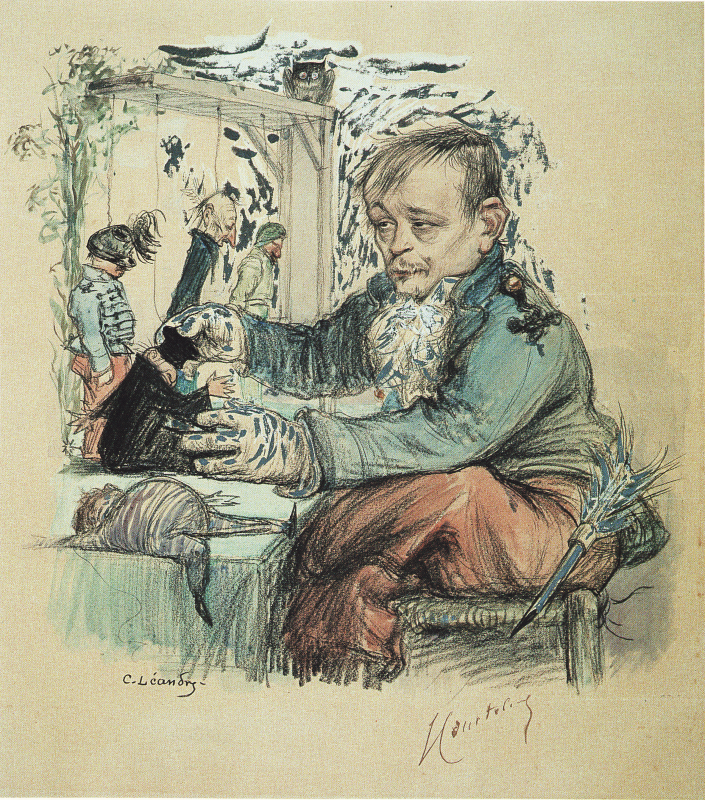
ジョルジュ クールトリーヌ-劇作家
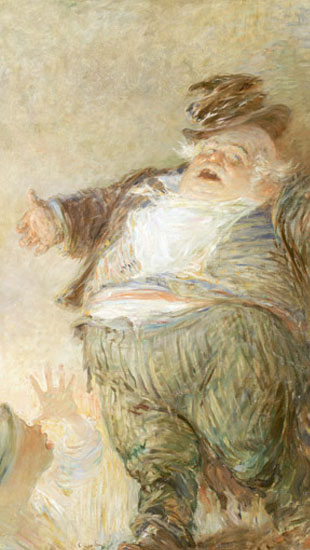
Le Discours du maire

### 油絵

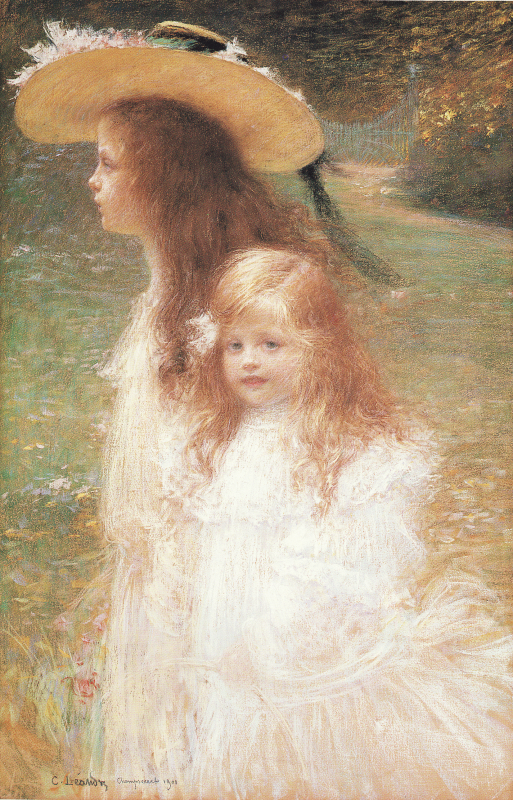
Jeanne et Madeleine Lemoine (1901)
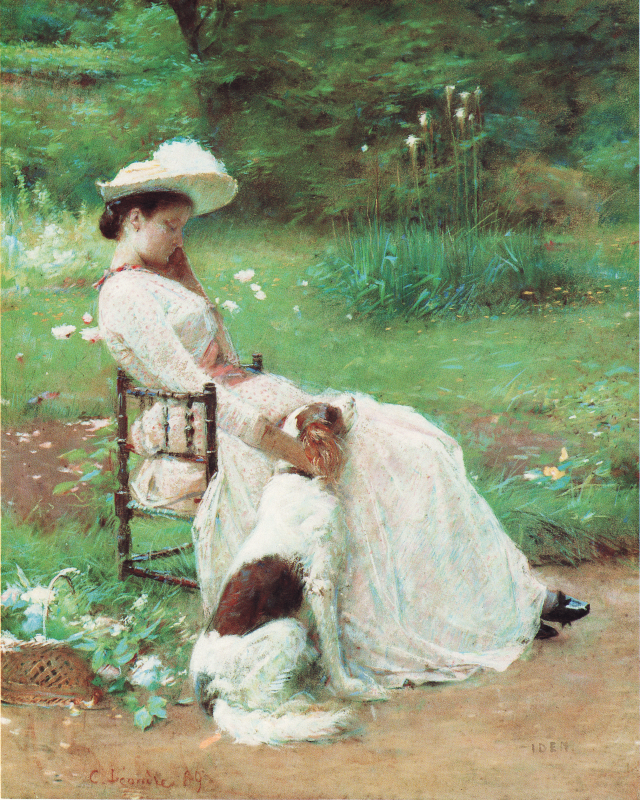
La Femme au chien (1904)
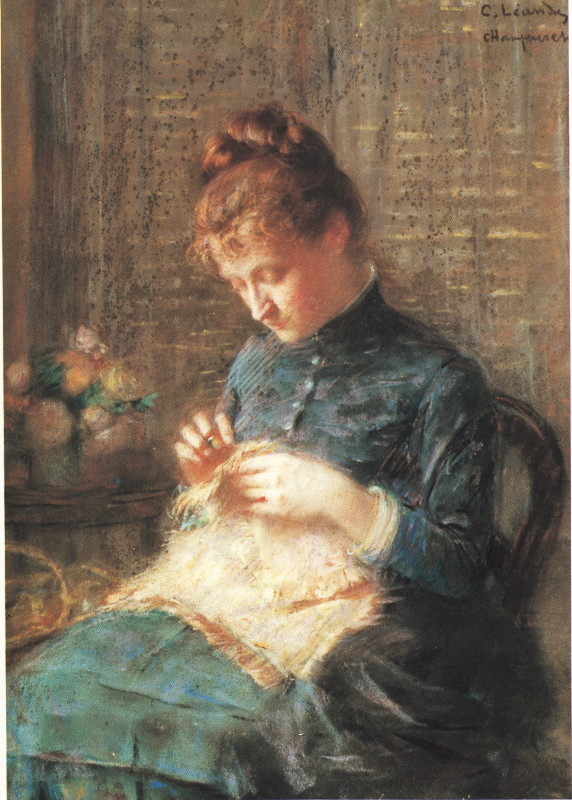
La Mère du peintre
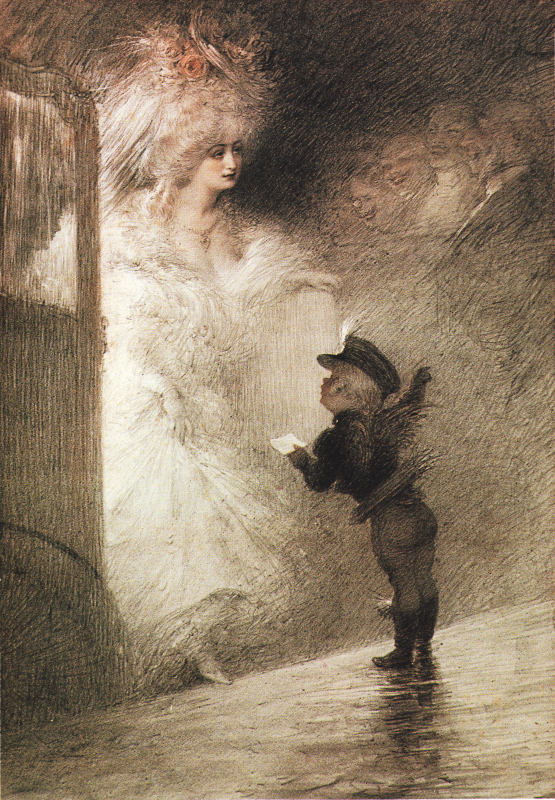
Le petit Messager